# Down with Love
Down with Love (no Brasil, Abaixo o Amor) é um filme de comédia romântica norte-americana e alemã de 2003, dirigido por Peyton Reed e estrelado por Renée Zellweger e Ewan McGregor.
É uma homenagem aos filmes do mesmo género cinematográfico que a dupla Doris Day e Rock Hudson criou na década de 1960 e é simultaneamente uma referência a uma canção de Judy Garland, Down with Love, a canção-tema do filme e o próprio título deste.

## Sinopse
Barbara Novak é uma jovem escritora do interior dos Estados Unidos da América e que acabou de chegar à Nova Iorque da década de 1960. Autora do best-seller que dá nome ao filme, ela propõe liberação sexual e emocional às mulheres, fazendo com que, terminado o livro, elas possam deixar de lado o amor para aproveitar o sexo da maneira como homens o fazem: à la carte. Com isso, incomoda Catcher Block, notório jornalista e bon-vivant da cidade, e ele decide provar que Barbara, como todas as outras mulheres, na verdade anseia por amor, um casamento feliz, e filhos.

## Elenco principal
- Renée Zellweger.... Barbara Novak
- Ewan McGregor.... Catcher Block
- David Hyde Pierce.... Peter MacMannus
- Sarah Paulson.... Vikki Hiller
- Tony Randall.... Theodore Banner
- Rachel Dratch.... Gladys
- Jack Plotnick.... Maurice

## Trilha sonora
1. Kissing A Fool - Michael Bublé
2. For Once In My Life - Michael Bublé
3. Down With Love - Michael Bublé e Holly Palmer
4. Barbara Arrives - Marc Shaiman
5. Fly Me To The Moon (In Other Words) (Count Basie And His Orchestra) - Frank Sinatra
6. One Mint Julep -Xavier Cugat e His Orchestra
7. Girls Night Out - Marc Shaiman
8. Everyday Is A Holiday With You - Esthero
9. Barbara Meets Zip - Marc Shaiman
10. Fly Me To The Moon (In Other Words) - Astrud Gilberto
11. Love in Three Acts - Marc Shaiman
12. Here's To Love - Renée Zellweger e Ewan Mcgregor

## Recepção
Down with Love recebeu uma avaliação de 60% no Rotten Tomatoes com base nas resenhas de 174 críticos. O consenso do site afirma: "Parece ótimo, mas Zellweger e McGregor não têm química juntos, e o tom de auto-satisfação e conhecimento irrita".

## Prêmios e indicações
Online Film Critics Society Awards (EUA)
- Foi indicado nas categorias de "Melhor Direção de Arte" e "Melhor Figurino".